# Pavel Mikeš
Pavel Mikeš (* 29. července 1950 Písek) je bývalý český házenkář, reprezentant Československa a stříbrný medailista z letních olympijských her v Mnichově v roce 1972. Nastoupil zde v 6 utkáních a dal 7 gólů.
S týmem Československa byl sedmý na LOH 1976 v Montrealu. Hrál v 5 utkáních a dal 25 gólů. V československé lize hrál za Bohemians Praha, Slavii Praha a Dukla Praha.